# La Cinquième Femme
La Cinquième Femme (titre original : Den femte kvinnan) est un roman policier de Henning Mankell paru en 1996 en Suède, traduit en français en 2000 et mettant en scène l'inspecteur de police Kurt Wallander.

## Résumé
Des meurtres à donner froid dans le dos se succèdent : un homme est retrouvé empalé dans un fossé, un autre ligoté à un arbre et étranglé, un troisième noyé au fond d'un lac. Et si le crime était la vengeance d'une victime contre ses bourreaux ? Dans ce cas, Wallander doit se hâter pour empêcher un autre meurtre tout aussi barbare.

## Éditions françaises
Édition imprimée originale
- Henning Mankell (trad. du suédois par Anna Gibson), La Cinquième Femme [« Den femte kvinnan »], Paris, éd. du Seuil, coll. « Seuil policiers », 25 mars 2000, 489 p., 23 cm (ISBN 2-02-037292-4, BNF 37101653)

Édition au format de poche
- Henning Mankell (trad. du suédois par Anna Gibson), La Cinquième Femme [« Den femte kvinnan »], Paris, éd. du Seuil, coll. « Points : policier » (no 877), 15 mai 2001, 580 p., 18 cm (ISBN 2-02-049995-9, BNF 37643141)

Livre audio
- Henning Mankell (trad. du suédois par Anna Gibson), La Cinquième Femme [« Den femte kvinnan »], Ville-d'Avray, éd. Sixtrid, 21 mars 2013 (EAN 3358950002351, BNF 43743443)Texte intégral ; narrateur : Marc-Henri Boisse ; support : 2 disques compacts audio MP3 ; durée : 18 h 30 min environ ; référence éditeur : Sixtrid A39M.

## Adaptation télévisuelle
Le roman a fait l'objet, dans le cadre de la série télévisée Les Enquêtes de l'inspecteur Wallander (Wallander), avec Kenneth Branagh, d'une adaptation d'environ 90 minutes, également titrée La Cinquième Femme (The Fifth Woman), initialement diffusée, au Royaume-Uni, le 17 janvier 2010 (saison 2, épisode 3).